# 더그의 특별 임무
더그의 특별 임무(Dug's Special Mission)는 미국에서 제작된 로널드 델 카멘 감독의 2009년 애니메이션 영화이다. 밥 피터슨 등이 주연으로 출연하였고 게린 서스맨 등이 제작에 참여하였다.
2009년 영화 업의 블루레이/DVD, 그리고 픽사 단편 영화 모음집: Volume 2에 포함되었다.

## 출연

### 주연
- 밥 피터슨
- 델로이 린도

### 조연
- 제롬 랜프트
- 에드워드 애스너
- 조던 나가이